# Akaki Beliashvili
Akaki Ionovich Beliashvili (1903/1904-1961) est un écrivain soviétique d'origine géorgienne. Il serait né à Chiatura (ou Koreti) et aurait étudié au gymnase de Koutaïssi. En 1921, il s'installe à Tbilissi et entre à la faculté des mines de l'Institut polytechnique transcaucasien. Écrivant activement depuis ses années d'école, il a publié des nouvelles et, dans les années 1940, le roman historique Besiki portant sur la vie et l'époque du poète et homme politique du XVIIIe siècle Besiki Gabashvili. D'autres de ses romans incluent La Tente d'Or, Pereval, Rustavi et Shvidkatsi.
Il meurt dans un accident de voiture en décembre 1961.
Son œuvre a été traduite en russe ; l’une de ses nouvelles est également parue dans une anthologie de nouvelles soviétiques en langue bengali.